# Diego Fasolis
Diego Fasolis (* 19. April 1958 in Lugano) ist ein Schweizer Dirigent und Organist. Er gilt als Spezialist für Barockmusik.

## Karriere
Fasolis studierte in Zürich Orgel und Chordirigieren und absolvierte weitere Meisterklassen in Frankreich und Italien. 1985 und 1986 führte er die vollständigen Orgelwerke von Bach, Mendelssohn und Liszt sowie weiterer klassischer Komponisten auf. Er wurde mit zahlreichen Preisen ausgezeichnet. 1986 wurde er vom italienischsprachigen Rundfunk der Schweiz (Radiotelevisione Svizzera) engagiert und wurde 1993 Chefdirigent des dortigen Instrumentalensembles und Chors.
Fasolis spezialisierte sich auf Barockmusik und gründete 1995 das Instrumentalensemble Vanitas in Lugano. Drei Jahre später übernahm er die Leitung von I Barocchisti, mit denen er zahlreiche Aufnahmen mit Werken von Bach, Händel und Vivaldi machte. Eine Einspielung der Händel-Oper Faramondo erhielt 2009 besonderes Lob von der Kritik.
Fasolis tritt nicht nur mit seinen Ensembles in Süd- und Mitteleuropa auf, er war auch Gastdirigent unter anderem an der Mailänder Scala, dem Théâtre des Champs-Élysées in Paris und der Opéra de Lausanne. 2012 spielte er mit dem Concerto Köln und anderen Barockkünstlern die Oper Artaserse von Leonardo Vinci ein und kam damit auch in die deutschen Albumcharts. Zu seinen ständigen Partnern gehören die Sänger Philippe Jaroussky, Max Emanuel Cenčić, der Blockflötist Maurice Steger sowie die Mezzosopranistin Cecilia Bartoli, mit der er die Werke von Agostino Steffani aufgeführt und eingespielt hat.
2013 debütierte Fasolis als Dirigent der Norma bei den Salzburger Pfingst- und den Sommerfestspielen. Er wurde auch 2014 für zwei Konzerte und 2015 für zwei Opernproduktionen eingeladen, wiederum Norma und erstmals Glucks Iphigénie en Tauride, beide mit Cecilia Bartoli in der Titelpartie. 2017 dirigierte er Monteverdis L’incoronazione di Poppea als erste Neuinszenierung an der wieder eröffneten Staatsoper Unter den Linden in Berlin.

## Auszeichnungen
2013 erhielt er den ECHO Klassik für die Operneinspielung des Jahres (Oper des 17./18. Jahrhunderts).
2017 wurde er mit dem Premio Bacco dei Borbone (Festival della Valle d’Itria) ausgezeichnet.